# Mathis Olimb
Mathis Olimb (Oslo, 1º febbraio 1986) è un hockeista su ghiaccio norvegese.

## Carriera
La sua carriera è iniziata nella stagione 2002/03 con il Vålerenga Ishockey. Nella stagione 2003/04 ha miliato nel Manglerud Star, mentre l'anno seguente è approdato in OHL, dove ha vestito le casacche di London Knights e Sarnia Sting. Dal 2005 al 2007 è tornato a giocare in GET-ligaen con il Vålerenga.
Dal 2007 al 2009 ha trascorso due anni in Germania con l'Augsburger Panther. Dopo un'annata in Svezia con il Frölunda HC, è approdato per la stagione 2010/11 in AHL con i Rockford IceHogs, prima di far ritorno al Frölunda HC, dove è rimasto fino al 2015.
Nella stagione 2015/16 ha giocato con lo Jokerit in KHL e con l'EHC Kloten in NLA. Nella stagione seguente si è trasferito al Linköpings HC, club di SHL.
In ambito internazionale, con la rappresentativa norvegese, ha preso parte a due edizioni dei Giochi olimpici invernali (2010 e 2014) e a diverse edizioni dei campionati mondiali.